# Wilhelm Keim
Wilhelm Keim (* 1. Dezember 1934 in Oberhausen; † 30. September 2018 in Aachen) war ein deutscher Chemiker, der zuletzt Professor für Technische Chemie an der RWTH Aachen.

## Studium und Promotion, Berufserfahrung in der Chemieindustrie
Sein Chemie-Studium absolvierte Wilhelm Keim zuerst an der Universität Münster und später an der Universität Saarbrücken. Im Jahr 1963 promovierte er am Max-Planck-Institut für Kohlenforschung in Mülheim an der Ruhr bei Karl Ziegler. Anschließend absolvierte er von 1964 bis 1965 ein zweijähriges Postdoktorandenprogramm („Postdoc Fellowship“) an der renommierten Columbia University in New York City unter der Leitung von Professor Thomas J. Katz.
Daraufhin trat Keim in die Shell Development Company in Emeryville, Kalifornien, ein, um zwei Jahre später im Jahr 1967 zum Leiter der Forschungsgruppe Petrochemie aufzusteigen. Als nächste Stationen seiner Karriere wurde er ab 1969 Leiter der Abteilung Petroleum Chemistry und ab 1972 Leiter der Grundlagenforschung.

## Forschungsaktivitäten
Nachdem er in seiner mehrjährigen beruflichen Tätigkeit in der Chemieindustrie praktische Erfahrungen gesammelt hatte, wechselte Keim in den Forschungsbereich. Im Jahr 1973 trat Keim als Professor an der Rheinisch-Westfälische Technische Hochschule Aachen die Nachfolge von Friedrich Asinger als Institutsdirektor des Instituts für Technische Chemie und Petrolchemie an. Im Jahr 1985 lehnte er eine Berufung an die Technische Universität Clausthal sowie die Geschäftsführung des Steinkohlenbergbauvereins ab. Im Jahr 2001 erfolgte seine Emeritierung.
Die Forschungsaktivitäten von Keim umfassten die Bereiche homogene und heterogene Katalyse, die Hydroformylierung und die Funktionalisierung von Olefinen sowie selektive C–C-Verknüpfungen. Hierbei fokussierte er sich auf die Heterogenisierung von homogenen Katalysatoren und die Zweiphasenkatalyse.
Keim gehörte zu den Schlüsselfiguren im Bereich Entwicklung des Shell Higher Olefins Process. Dabei finden die SHOP-Olefine eine breite Anwendung in vielen Bereichen der industriellen Chemie. Erwähnt sei hier unter anderem die Modifizierung von Polyethylen als Ethylen-α-Olefin-Copolymer, als Ausgangsstoff für synthetische Fettalkohole per Isomerisierung, Olefinmetathese und Hydroformylierung oder per Sulfonierung zu α-Olefin-Sulfonaten. Maßgeblich prägte er darüber hinaus den Bereich „Advanced Fluids“ in Deutschland.
Keim war Autor von zahlreichen Werken, zu denen rund 200 Publikationen und 40 Patente gehören. Ferner war er einer der Mitautoren und Mitherausgeber des Winnacker-Küchler, eines bedeutenden Handbuchs der chemischen Technik, das heute als das Standard-Werk für Prozesse und Produkte aus der chemischen Industrie gilt.

## Ehrenpositionen
Die Liste der Positionen und der Ehrenämter, die Keim sowohl in Deutschland als auch im Ausland bekleidete, ist lang. Er war Mitglied der Academia Europaea (ab 1999), der Russischen Akademie der Wissenschaften, des Aufsichtsrates der Degussa AG und des Vorstandes der Gesellschaft Deutscher Chemiker (bis 1996). Er war Ehrenprofessor an der Technischen Universität Dalian in China und an der Universität Hangzhou, China, war auch Adjunct Professor an der King Fahd Universität in Dhahran, Saudi-Arabien. Ferner war er Ehrendoktor an der Universität Lille und Ehrenmitglied der DECHEMA. Er war stellvertretender Vorsitzender des Kuratoriums des DECHEMA-Forschungsinstituts und Vorsitzender des Vorstandes der Deutsche wissenschaftliche Gesellschaft für Erdöl, Erdgas und Kohle gewesen.

## Auszeichnungen und Preise
Keim war Träger der DECHEMA-Medaille, des Alwin-Mittasch-Preises und der „Carl-Engler-Medaille“ der DGMK. Seinen Namen trägt die Auszeichnung „Willi-Keim-Preis“, die 2012 von der Fachgruppe Advanced Fluids der ProcessNet, eine Initiative von DECHEMA und VDI-Gesellschaft Verfahrenstechnik und Chemieingenieurwesen, zu seinen Ehren eingeführt wurde und zur Förderung der wissenschaftlichen Nachwuchskräfte im Bereich „Advanced Fluids“ und deren Anwendung verliehen wird.